# Izanami
Izanami er den kvindelige halvdel af skaberparret i religionen Shinto. Det mandlige modstykke er Izanagi.